# Chile na Zimowych Igrzyskach Olimpijskich 2006
Chile na Zimowych Igrzyskach Olimpijskich 2006 – występ kadry sportowców reprezentujących Chile na igrzyskach olimpijskich w Turynie. Reprezentacja liczyła 9 zawodników – 5 mężczyzn i 4 kobiety. Był to czternasty start reprezentacji Chile na zimowych igrzyskach olimpijskich.

## Reprezentanci

### Biathlon
Mężczyźni
| Zawodnik     | Konkurencja       | Czas      | Ilość pudeł | Pozycja | Źródło |
| ------------ | ----------------- | --------- | ----------- | ------- | ------ |
| Marco Zúñiga | Sprint            | 33:38.1   | 1 (1+0)     | 87.     | [ 2 ]  |
| Marco Zúñiga | Bieg indywidualny | 1:11:02.5 | 5 (1+1+1+2) | 86.     | [ 4 ]  |

Kobiety
| Zawodniczka    | Konkurencja       | Czas      | Ilość pudeł | Pozycja | Źródło |
| -------------- | ----------------- | --------- | ----------- | ------- | ------ |
| Verónica Isbej | Sprint            | 33:52.0   | 4 (1+3)     | 83.     | [ 5 ]  |
| Verónica Isbej | Bieg indywidualny | 1:14:55.3 | 7 (2+2+1+2) | 81.     | [ 6 ]  |

### Narciarstwo alpejskie
Mężczyźni
| Zawodnik     | Konkurencja   | 1. przejazd | 1. przejazd | 2. przejazd | 2. przejazd | Czas końcowy     | Pozycja          | Źródło |
| Zawodnik     | Konkurencja   | Czas        | Pozycja     | Czas        | Pozycja     | Czas końcowy     | Pozycja          | Źródło |
| ------------ | ------------- | ----------- | ----------- | ----------- | ----------- | ---------------- | ---------------- | ------ |
| Mikael Gayme | Zjazd         | 1:55.73     | 41.         | Nie dotyczy | Nie dotyczy | 1:55.73          | 41.              | [ 7 ]  |
| Maui Gayme   | Zjazd         | 1:56.10     | 42.         | Nie dotyczy | Nie dotyczy | 1:56.10          | 42.              | [ 7 ]  |
| Jorge Mandrú | Zjazd         | 1:58.77     | 49.         | Nie dotyczy | Nie dotyczy | 1:58.77          | 49.              | [ 7 ]  |
| Duncan Grob  | Supergigant   | 1:36.24     | 44.         | —           | —           | 1:36.24          | 44.              | [ 8 ]  |
| Maui Gayme   | Supergigant   | 1:36.85     | 47.         | —           | —           | 1:36.85          | 47.              | [ 8 ]  |
| Mikael Gayme | Supergigant   | 1:39.68     | 54.         | —           | —           | 1:39.68          | 54.              | [ 8 ]  |
| Duncan Grob  | Slalom Gigant | DNF         | DNF         | NQ          | NQ          | Nieklasyfikowany | Nieklasyfikowany | [ 9 ]  |

| Zawodnik     | Konkurencja | Zjazd   | Zjazd   | Slalom         | Slalom         | Slalom         | Slalom  | Czas końcowy     | Pozycja          | Źródło |
| Zawodnik     | Konkurencja | Czas    | Pozycja | Czas przejazdu | Czas przejazdu | Czas całkowity | Pozycja | Czas końcowy     | Pozycja          | Źródło |
| Zawodnik     | Konkurencja | Czas    | Pozycja | 1              | 2              | Czas całkowity | Pozycja | Czas końcowy     | Pozycja          | Źródło |
| ------------ | ----------- | ------- | ------- | -------------- | -------------- | -------------- | ------- | ---------------- | ---------------- | ------ |
| Jorge Mandrú | Kombinacja  | 1:45.81 | 51.     | DNF            | DNF            | DNF            | DNF     | Nieklasyfikowany | Nieklasyfikowany | [ 10 ] |

Kobiety
| Zawodniczka        | Konkurencja | Czas    | Pozycja | Źródło |
| ------------------ | ----------- | ------- | ------- | ------ |
| Macarena Benvenuto | Supergigant | 1:41.52 | 50.     | [ 11 ] |
| Daniela Anguita    | Supergigant | DNF     | DNF     | [ 11 ] |

| Zawodniczka     | Konkurencja | Zjazd   | Zjazd   | Slalom         | Slalom         | Slalom         | Slalom  | Czas końcowy | Pozycja | Źródło |
| Zawodniczka     | Konkurencja | Czas    | Pozycja | Czas przejazdu | Czas przejazdu | Czas całkowity | Pozycja | Czas końcowy | Pozycja | Źródło |
| Zawodniczka     | Konkurencja | Czas    | Pozycja | 1              | 2              | Czas całkowity | Pozycja | Czas końcowy | Pozycja | Źródło |
| --------------- | ----------- | ------- | ------- | -------------- | -------------- | -------------- | ------- | ------------ | ------- | ------ |
| Noelle Barahona | Kombinacja  | 1:45.81 | 51.     | 47.62          | 56.39          | 1:44.01        | 32.     | 3:26.62      | 30.     | [ 12 ] |